# Берніхен
Берніхен (нім. Börnichen) — громада в Німеччині, розташована в землі Саксонія. Входить до складу району Рудні Гори.
Площа — 15,48 км2. Населення становить 972 ос. (станом на 31 грудня 2020).